# 李德明
李德明（981年—1032年），《辽史》为避辽穆宗耶律明之讳多称之为李德昭，小字阿移，夏太祖李繼遷長子，母野利氏，生於981年，為人“深沉有器度，多權謀。”

## 生平
宋景德元年正月初二日（1004年1月26日），其父李繼遷逝世於靈州，李德明即位于柩前，嗣夏王位。他聽取了李繼遷的遺言，“一表不听则再请，虽累百表，不得请勿止也。”。同年七月，辽圣宗封李德明为西平王。三年（1006年），李德明派遣牙将刘仁勖向宋廷请求归附，宋真宗封他为特进、检校太师兼侍中、持节都督夏州诸军事、行夏州刺史、上柱国、定难军节度使、夏、银、绥、宥、静等州管内观察处置押蕃落等使、西平王。其统治最大的特色是「依遼和宋」與韜光養晦，同時向遼、宋稱臣，接受兩國封號，並伺機向西發展。數年間，西攻吐蕃和回鶻，奪取西涼府（今甘肅武威）、甘州（今甘肅張掖北）、瓜州（今甘肅安西東）、沙州（今甘肅敦煌東）等地。其勢力範圍擴展至玉門關及整個河西走廊。由於「依遼和宋」能麻痺遼、宋，「國家」得以和平，對內也能專注於經濟發展，使轄區內農業有較大的發展。宋夏之間除了公开进行榷场贸易外，德明还派人于宋夏边境偷偷贩卖违禁品。史載德明“多遣人赍违禁物，窃市于边。”更对于途经西夏境内的西域和各国东来的贡使和商人，进行勒索和邀劫。他在遼國的地位不斷提升，北宋亦對其不斷封號。1020年德明把政治中心由西平府遷至懷遠鎮，改名興州，即日後西夏的國都興慶府（今寧夏銀川）。天圣六年（1028年）正式立長子李元昊為太子。綜觀其一生，不但能成功保存祖先基業，並不斷擴張西夏的國力。明道元年（1032年）十一月病逝。享年五十二歲。諡号光聖皇帝，廟號太宗。

## 家庭
- 妻妾子女
- 卫慕氏，生李元昊
- 咩迷氏，生李成遇[9]
- 讹藏屈怀氏，生李成嵬[9]。卫慕氏被其子李元昊毒杀后，李元昊又立讹藏屈怀氏为太后。与成嵬母讹藏屈怀氏是否为同一人，待考。

## 影視形象

### 電視劇
| 年份   | 地區 | 作品       | 演員 |
| 1995年 | 中國 | 《贺兰雪》 | 卢勇 |

### 纪录片
- 《神秘的西夏》